# Scutellidium ligusticum
Scutellidium ligusticum är en kräftdjursart som först beskrevs av Alessandro Brian 1920.  Scutellidium ligusticum ingår i släktet Scutellidium och familjen Tisbidae. Inga underarter finns listade i Catalogue of Life.